# Janusz Cyran
Janusz Cyran (ur. 20 stycznia 1959 w Rybniku) – polski pisarz science fiction, publicysta, fizyk i programista. 

## Życiorys
Z wykształcenia jest inżynierem górnikiem. Pracował w Centralnym Ośrodku Informatyki Górnictwa jako programista. Debiutował opowiadaniem „Jeruzalem” w miesięczniku „Fantastyka” (11/1988). Maciej Parowski uznał je prekursorskie dla polskiej fantastyki religijnej i uznał, że tekstem tym wkroczył „do historii polskiej SF i trwałby tam, gdyby już nic nie napisał”. Czytelnicy pisma uznali je jednak za najgorszy tekst roku. Tekst opowiadał o Chrystusie niewytrzymującym męki krzyża (motyw ten stał się inspiracją dla cyklu inkwizytorskiego Jacka Piekary). W ocenie Adama Mazurkiewicza opowiadanie miało charakter skandalizujący. Inspirował się także cyberpunkiem (tak kwalifikował jego opowiadania "Sieć i młot" z 1992 i "Behemot" z 1996 Maciej Parowski), chociaż zdaniem Adama Mazurkiewicza nie była to proza cyberpunkowa sensu stricto, a jedynie czerpiąca z niektórych elementów tej stylistyki (krytyk wymieniał "Sieć i młot" oraz "Wylęgarnię" z 1993).
W kolejnych latach publikował przede wszystkim w Nowej Fantastyce, Fantastyce-wydaniu specjalnym i Czasie Fantastyki. Większość tych tekstów trafiła następnie do zbiorów Ciemne lustra (wyd. 2006) i ''Teoria diabła i inne spekulacje (wyd. 2011).

## Twórczość

### Książki
- Ciemne lustra (zbiór opowiadań, Fabryka Słów, 2006)
  - Bigos polski
  - Jeruzalem
  - Sieć i młot
  - Wylęgarnia
  - Śpiochy w Ulro
  - Żabi król
  - Ciemne lustra wyszeptujące sny
  - Róża Antarktydy
  - Licytacja
  - Behemot

- A.D. XIII. Tom 2 (antologia, Fabryka Słów, 2007)
  - Który patrzy z wysoka

- Teoria diabła i inne spekulacje (zbiór opowiadań, Powergraph, 2011)
  - Teoria diabła
  - Artilekt
  - Partyjka dla trojga
  - Rtęć
  - De possibilitate
  - Reset
  - Szybciej
  - Fuga temporalna
  - Rien du tout
  - Rzym

### Pozostałe opowiadania
- Jeruzalem, „Fantastyka” (11/1988)
- Czyściec, „Fantastyka” (1/1990)
- Artilekt, „Nowa Fantastyka” (11/2000 cz. 1.; 12/2000 cz. 2.)
- Bigos polski, „Nowa Fantastyka” (6/2001)
- Róża Antarktydy, „Nowa Fantastyka” (5/2002)
- Licytacja, „Nowa Fantastyka” (3/2003)
- Zdrowaśka na nieśmiertelnego, „Science Fiction” (12/2003)
- Pieśń pająka, „Czas Fantastyki” (4/2005)
- Teoria diabła, „Nowa Fantastyka” (7/2006)
- Rzym, „Nowa Fantastyka” (1/2007)
- De Possibilitate, „Fantastyka – wydanie specjalne” (2/2007)
- Rtęć, „Nowa Fantastyka” (4/2008)
- Szybciej, „Nowa Fantastyka” (9/2008)
- Fuga temporalna, „Nowa Fantastyka” (10/2010)